# Михалов (Гомельская область)
Михалов (бел. Міхалоў) — упразднённая деревня в Дублинском сельсовете Брагинского района Гомельской области Беларуси.

## География

### Расположение
В 11 км на юг от Брагина, 40 км от железнодорожной станции Хойники (на ветке Василевичи — Хойники от линии Калинковичи — Гомель), 130 км от Гомеля.

## Транспортная сеть
Транспортные связи по просёлочной, затем автомобильной дороге Комарин — Хойники.
Деревянные дома усадебного типа расположены вдоль просёлочной дороги.

## История
Известна с XIX века как деревня в Брагинской волости Речицкого повета Минской губернии. В 1873 году большие деревенские земельные наделы были во владении купца I-й гильдии Посконина, затем графа Юдицкого.
В 1930 году 150 га земли. В 1932 году организован колхоз «2-я пятилетка» Сперижского сельского Совета.
Согласно переписи 1959 года в составе колхоза «Заветы Ленина» д. Сперижье (с 01.04.1964 - д. Ясени)
В 1938 году в деревню переселены жители ныне не существующего посёлка Репище.
До 18 марта 2005 года в Сперижском сельсовете, затем переименован в Дублинский сельсовет.
В 2005 году деревня исключена из данных по учёту административно-территориальных и территориальных единиц

## Население

### Численность
- 2005 год — жителей нет

### Динамика
- 1908 год — 17 дворов, 129 жителей. Рядом был фольварк, 1 двор, 10 жителей
- 1926 год — 20 дворов, 117 жителей
- 1959 год — 138 жителей (согласно переписи)
- 1999 год — 3 хозяйства, 5 жителей
- 2005 год — жителей нет